# Zigøjner-Kærlighed
Zigøjner-Kærlighed (Originaltitel The Rogue Song) er en amerikansk musical fra 1930, instrueret af Lionel Barrymore og produceret af Metro-Goldwyn-Mayer.
Filmen blev udgivet i to versioner en med lyd, og en uden. Hal Roach skrev og instruerede sekvenserne med Gøg og Gokke.
Filmen havde Metropolitan Opera-sangeren Lawrence Tibbett og Catherine Dale Owen i hovedrollerne. Tibbett blev nomineret til en Oscar for bedste mandlige hovedrolle for sin præstation.
Filmen var MGMs første tonefilm i technicolor.
Filmen er delvist forsvundet, da der kun findes fragmenter af den.

## Medvirkende
| - Lawrence Tibbett som Yegor - Catherine Dale Owen som Prinsesse Vera - Nance O'Neil som Prinsesse Alexandra - Judith Vosselli som Tatiana - Ullrich Haupt som Prins Serge - Elsa Alsen som Yegors mor - Florence Lake som Nadja | - Lionel Bellmore som Ossman - Wallace MacDonald som Hassan - Kate Price som Petrovna - James Bradbury Jr. som Azamat - Stan Laurel som Ali-Bek - Oliver Hardy som Murza-Bek |

## Sange
- "The Rogue Song" (Sunget af Lawrence Tibbett)
- "The Narrative" (Sunget af Lawrence Tibbett)
- "Love Comes Like a Bird on the Wing" (Sunget af Lawrence Tibbett)
- "The White Dove" (Sunget af Lawrence Tibbett)
- "Swan Ballet" (spillet af Studio Orchestra)
- "Once in the Georgian Hills" (sunget af Lawrence Tibbett)
- "When I'm Looking at You" (Sunget af Lawrence Tibbett)

## Eksterne Henvisninger
- Zigøjner-Kærlighed på Internet Movie Database (engelsk)
- Zigøjner-Kærlighed i Svensk Filmdatabas (svensk)
- Zigøjner-Kærlighed på AlloCiné (fransk)
- Zigøjner-Kærlighed på MovieMeter (nederlandsk)
- Zigøjner-Kærlighed på AllMovie (engelsk)
- Zigøjner-Kærlighed hos American Film Institute (engelsk)
- Zigøjner-Kærlighed på Turner Classic Movies (engelsk)
- Zigøjner-Kærlighed på The Movie Database (engelsk)
- Zigøjner-Kærlighed på Rotten Tomatoes (engelsk)
- Zigøjner-Kærlighed på Filmaffinity (engelsk)